# Conforama
Conforama es una cadena de venta minorista de muebles para el hogar con sede en Francia, siendo la segunda cadena europea de mobiliario por número de tiendas, con más de 200 repartidas entre Francia, España, Suiza, Portugal, Luxemburgo, Italia y Croacia.

## Historia
A principios de los años sesenta, Pierre y Guy Sordoillet, Jean Moll y Jacques Ragageot, con el apoyo de los comerciantes de muebles del Norte y de un fabricante de Burdeos, Charles Minvielle, crearon un «Carrefour del mueble» probando una fórmula de descuento en las dependencias de una antigua granja de los suburbios de Lyon. En 1967, se abre el primer Conforama en Saint-Priest (Metrópoli de Lyon), en un edificio industrial de 2.500 metros cuadrados.
En 1976, Conforama fue adquirida por Agache-Willot.
En 1981, el holding financiero atraviesa serias dificultades legales y, en 1991, Conforama es adquirida por Pinault SA. Conforama creó su primer sitio web comercial en 1998.
En marzo de 2011, Conforama fue vendida por PPR a Steinhoff International, por un importe de 1.200 millones de euros.
En marzo de 2016, Darty anunció que había aceptado ser comprada por Steinhoff por 673 millones de libras, a través de la filial Conforama. Fnac volvió con una oferta más alta, lo que dio lugar a una guerra de ofertas entre Fnac y Conforama durante abril de 2016. El 26 de abril, Conforama anunció que había abandonado la batalla por Darty. La oferta de la Fnac se declaró incondicional el 19 de julio de 2016, lo que permitió completar la adquisición. En septiembre de 2016, se informó de que Conforama y Casino habían forjado un acuerdo de cooperación de compra de suministros.
En abril de 2017, Conforama firmó un acuerdo de patrocinio con la Ligue 1. El acuerdo, supuestamente por valor de 10 millones de euros por temporada, comenzó en la temporada 2017-18 y terminó en la 2019-20. Al mes siguiente, Conforama anunció que tomaría una participación del 17% en el número dos de Francia en el sitio de venta en línea Showroomprivé.fr por un importe de 157,4 millones de euros. El 11 de enero de 2018, esta participación se vendió urgentemente por orden de Steinhoff, que estaba sufriendo su propio escándalo contable. El producto de esta venta a Carrefour ascendió a 79 millones de euros, lo que supone una pérdida del 50%.
Aunque el grupo facturó 3.400 millones de euros en 2018, según la empresa matriz, ha acumulado pérdidas de casi 500 millones de euros (564 millones de dólares) desde 2013. Por ello, y para hacer frente a los retos del sector minorista, la empresa ha anunciado la salida de Frank Deshayes, director general de Francia, el 9 de julio de 2019. Un importante plan de reestructuración para 2020 que se anunció en julio de 2019 implicaba el cierre de 32 tiendas -incluida la tienda insignia de la cadena en Pont Neuf- y la pérdida de 1.900 puestos de trabajo.
A finales de septiembre de 2019, Conforama nombró a Marc Ténart como nuevo director general del grupo. Marc Ténart había dirigido anteriormente Kingfisher, el holding de Castorama.
En julio de 2020, el minorista de muebles austriaco XXXLutz Group adquirió las 162 sucursales francesas de Conforama, a través de su filial francesa BUT.